# William Savage Boulton
William Savage Boulton FGS (8 août 1867, Oldswinford, Worcestershire, Royaume-Uni - 1954) est un géologue anglais, ingénieur des mines et ingénieur des eaux.

## Biographie
Boulton fait ses études à la King Edward's School de Birmingham, au Mason Science College et au Royal College of Science. Il est de 1890 à 1897 maître de conférences adjoint et démonstrateur pour le professeur Charles Lapworth au Mason Science College. Boulton est ensuite professeur de géologie à l'University College de Cardiff de 1897 à 1913, date à laquelle il part à l'Université de Birmingham en tant que successeur de Lapworth à la retraite de ce dernier en 1913. Boulton est doyen de la faculté des sciences de l'Université de Birmingham de 1926 à 1929. Il est rédacteur en chef et collaborateur de Practical Coal-Mining (6 volumes) et auteur de nombreux articles sur la géologie et les applications de la géologie à l'approvisionnement en eau et à l'exploitation minière .
Il est président de la Cardiff Naturalists' Society de 1910 à 1911 . Il est président de la section géologique de l'Association britannique pour l'avancement des sciences en 1916 . Il reçoit la médaille Murchison en 1926.
Boulton s'est marié en 1898 et est le père d'un fils .